# Futility Report
Futility Report — дебютный альбом украинской пост-блэк-метал-группы White Ward, выпущенный 12 мая 2017 года на французском лейбле Debemur Morti Productions.
На момент его создания участники группы находились в разных городах — Одессе, Херсоне и Черкассах. Работа над Futility Report длилась три года. Альбом был замечен и высоко оценён как на Украине, так и за рубежом, а группа обзавелась новыми поклонниками и поддерживала с ними общение через социальные сети. Бас-гитарист коллектива, Андрей Печаткин, в своём интервью karabas.live поделился историей, связанной с альбомом:
Однажды нам написал из США парень по имени Колин. В течение нескольких суток врачи пытались вызвать у него приступ эпилепсии, и наша музыка помогла ему не сойти с ума. Парню запрещалось спать, так что он лежал и несколько часов подряд слушал Futility Report.
Редакторы тематических интернет-изданий отметили удачное и нестандартное сочетание блэк-метала c джазом, высокий уровень исполнения и качество записи.
| Оценки критиков   | Оценки критиков |
| Источник          | Оценка          |
| ----------------- | --------------- |
| Metal Injection   | [ 5 ]           |
| metal.de          | [ 9 ]           |
| Metal1.info       | [ 6 ]           |
| Sputnikmusic      | [ 10 ]          |
| Angry Metal Guy   | [ 11 ]          |
| Scene Point Blank | [ 12 ]          |

## Список композиций
Все тексты написаны Алексеем Сидоренко, вся музыка написана White Ward совместно с Владимиром Бауэром и Александром Смирновым.
| №                   | Название              | Длительность |
| ------------------- | --------------------- | ------------ |
| 1.                  | «Deviant Shapes»      | 7:22         |
| 2.                  | «Stillborn Knowledge» | 8:06         |
| 3.                  | «Homecoming»          | 6:33         |
| 4.                  | «Rain as Cure»        | 3:13         |
| 5.                  | «Black Silent Piers»  | 6:34         |
| 6.                  | «Futility Report»     | 8:38         |
| Общая длительность: | Общая длительность:   | 40:26        |

## Участники записи
- Андрей Печаткин — бас-гитара
- Игорь Паламарчук — гитары
- Юрий Кононов — ударные
- Юрий Казарян — гитары
- Андрей Родин — вокал
- Алексей Искимжи — саксофон

##### Технический персонал
- Алексей Нагорных — сведение и мастеринг[13]
- Оля Пищанская — обложка[13]